# Catocala nurus
Catocala nurus là một loài bướm đêm trong họ Erebidae.